# 하치스카 마사카쓰

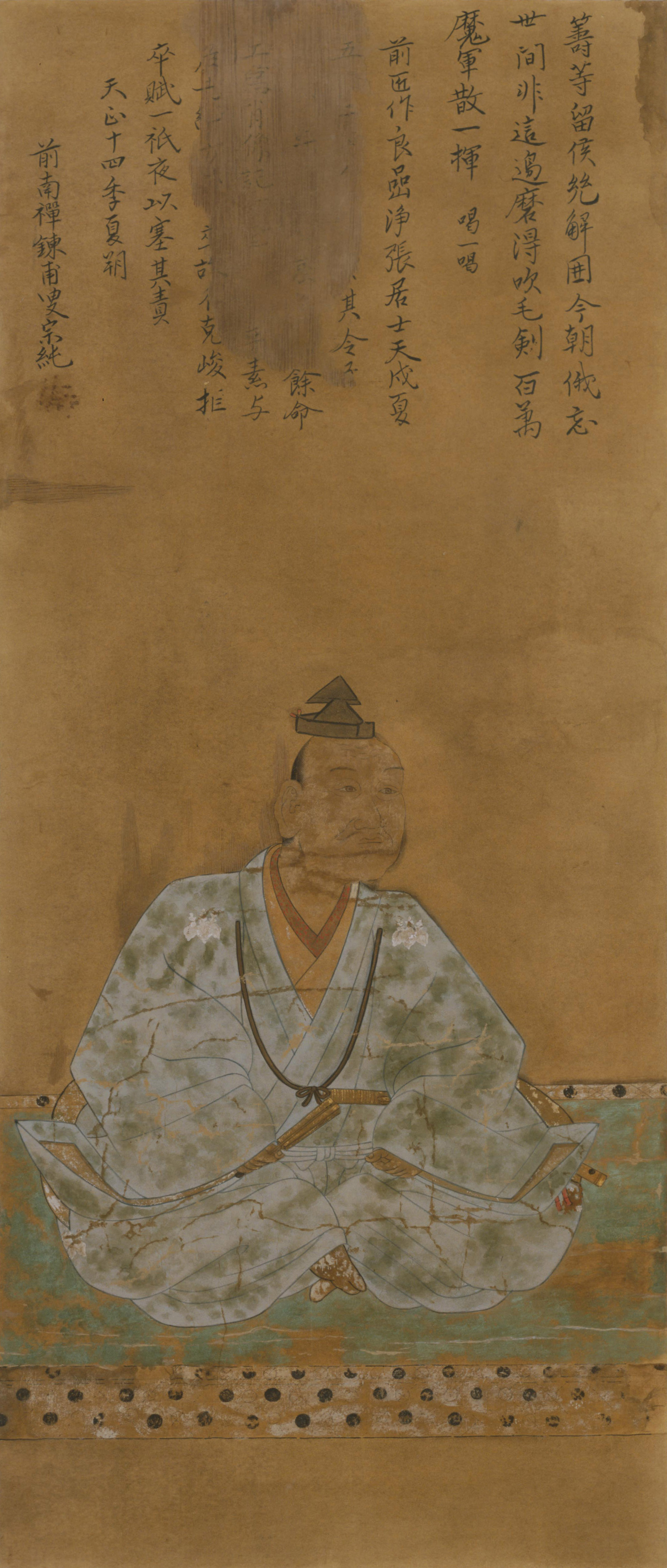
하치스카 고로쿠 마사카쓰

하치스카 마사카쓰(일본어: 蜂須賀正勝, 1526년 ~ 1586년 7월 8일)는 센고쿠 시대부터 아즈치모모야마 시대에 걸쳐 활약한 무장, 다이묘이다.
하치스카 성에서 하시스카 마사토시의 장남으로 태어났으며, 통칭은 고로쿠(小六) 혹은 고로쿠로(小六郎)이며 후에 히코에몬(彦右衛門)으로 개명한다. 자식은 도쿠시마번의 번조인 하치스카 이에마사 등이 있다. 하시바 히데요시의 가신이지만, 히데요시 유년기에는 히데요시가 마사카쓰를 섬겼다.
라쿠고와 《태합기》에서는 도적의 수장으로 그려지지만, 근대에 와서 그의 자손 하치스카 모치아키가 사실이 아님을 증명했다.

## 생애
하치스카씨는 오와리국 가이토군 하치스카향을 중심으로 한 토호 세력으로 기소강에서 수운업에 종사해 이익을 얻었다고 사료된다. 이코마 씨와는 친척관계에 있었다. 하시바 히데요시가 오다 노부나가를 섬길 수 있었던 것도 노부나가의 측실 이코마 기쓰노의 추천이었다고 한다. 이는《직전가잡록》에 기재되어 있다.
한편 이러한 지리적 요인과 인맥으로 오와리의 오다씨와 미노의 사이토 도산 사이를 번갈아 가며 이익을 취했고, 어디까지나 독자세력으로 존재했다.
또, 떠돌이 신세인 히데요시와 야하기강의 다리에서 만났다는 일화가 있지만, 당시 야하기 강에는 교각이 없었으며, 이는 후세 창작 또는 잘못 전승된 것이다.
스노마타 성 축성에 있어 이를 도왔고, 히데요시의 측근이 되어 함께 행동하였다고 한다. 단, 스노마타성의 축성은 사실이 아닐 가능성이 높다. 후에 오다 노부나가가 미노를 공략할 때 안내역을 맡았다.
히데요시 슬하에 있고 나서는 전투보다 정무에서 실무를 보는 일이 많았다. 히데요시의 주고쿠 공략에 있어서도 히데요시를 보좌했고, 혼노지의 변에 따른 교토 회군에 있어서도 모리 데루모토과의 교섭역을 맡았다. 덴쇼 13년(1585년) 히데요시가 아와 1국을 주지만, 이를 그의 아들 하치스카 이에마사에 양도하고 오와리에 남았다. 이는 고향을 떠나기 싫어했거나 히데요시의 곁에 있기를 원한 것으로도 해석할 수 있다.
히데요시의 보좌역에는 그의 후임으로 볼 수 있는 다케나카 한베에, 구로다 간베에가 있지만, 통상 그들의 입안을 묵묵히 따랐다고 한다. 1586년 사거한다.
묘소는 도쿠시마현 도쿠시마시 비잔정, 시모스케토정의 고겐지에 있으며, 아이치현 가이토군 미와정 렌겐지에도 있다.